# Лубэй
Лубэ́й (кит. упр. 路北, пиньинь Lùběi) — район городского подчинения городского округа Таншань провинции Хэбэй (КНР). Название района в переводе означает «к северу от дороги» (он расположен севернее железной дороги).

## История
При империи Мин в этих местах стали селиться переселенцы из провинции Шаньдун. Разработка Кайпинских угольных копей во второй половине XIX века привела к бурному росту деревушки, и в первой половине XX века Таншань стал довольно крупным городом. В 1955 году районы №1, №4, №5 и №12 были объединены в район Лубэй.
В 1956 году район Лубэй был объединён с районом Лунань в Городской район (市区). В 1963 году район Лубэй был воссоздан.

## Административное деление
Район Лубэй делится на 12 уличных комитетов и 1 волость.

## Экономика
В Лубэе базируется Таншаньская зона развития новых технологий (Tangshan New Technology Development Zone). Лубэй является одним из крупнейших центров по производству литиевых аккумуляторов.